# Kanadai hód
A kanadai hód (Castor canadensis) a rágcsálók (Rodentia) rendjébe és a hódfélék (Castoridae) családjába tartozó faj, kulcsfaj.
Nagyobb testű rokona az eurázsiai hód.

## Előfordulása
Kanada és az Amerikai Egyesült Államok területén honos. A 20. század során több európai országba is betelepítették, így Franciaországba, Ausztriába, Lengyelországba, Finnországba és Oroszországba, ám ezek közül már már csak Finn- és Oroszország területén fordul elő: a nyugatabbi állományok vagy alulmaradtak az őshonos európai hódokkal folytatott versengésben, vagy ez utóbbiak védelmében az emberek számolták fel őket.

## Megjelenése
A kanadai hód testhossza 60-90 centiméter, farokhossza 25-40 centiméter, marmagassága 16-18 centiméter és testtömege 11-30 kilogramm. Barna bundája selymes és vízhatlan, szemei és fülei kicsik. Hátsó lábain úszóhártya köti össze ujjait. Farka pikkelyes.

## Életmód
Keres egy megfelelő folyócskát vagy patakot, faágakból gátat épít, amivel elzárja a víz útját, és egy kis tavat hoz létre. A tóban egy várat épít víz alatti kijárattal, de készít mellékjáratot is. A gát magasságával befolyásolni tudja a víz szintjét, hogy a vár bejárata mindig víz alatt legyen. A víz alá leveles ágakat rejt tartaléknak, így a befagyott tóban is tud táplálkozni.
A faj kizárólag növényi eredetű táplálékot (lágyszárúakat, fakérget és -leveleket) fogyaszt, rágásnyomai árulkodnak jelenlétéről. Rágásra metszőfogai folyamatos növekedése miatt is szükség van.
A hódok kiválóan úsznak. Bundájukat a végbélnyílás körül elhelyezkedő két mirigy váladékával teszik vízállóvá, farkukkal kormányoznak, úszóhártyás lábaikkal pedig előrelökik magukat a vízben. Hátsó lábaik második karma speciális bundatisztító karommá módosult. Egymással füttyögéssel, szagjelzésekkel és farokcsapkodással kommunikálnak, ez utóbbival veszélyre hívják fel a figyelmet.
A kanadai hód 15-21 évig él.

## Szaporodása
Az ivarérettséget hároméves korban éri el. A hód számára a tél nem a téli álom, hanem a szaporodás időszaka. A monogám – vagyis egynejű – szülők 105-107 napos vemhességet követően együtt gondozzák és táplálják egy-két utódukat. A legnagyobb almokban akár 8 utód is lehet.

## Képek

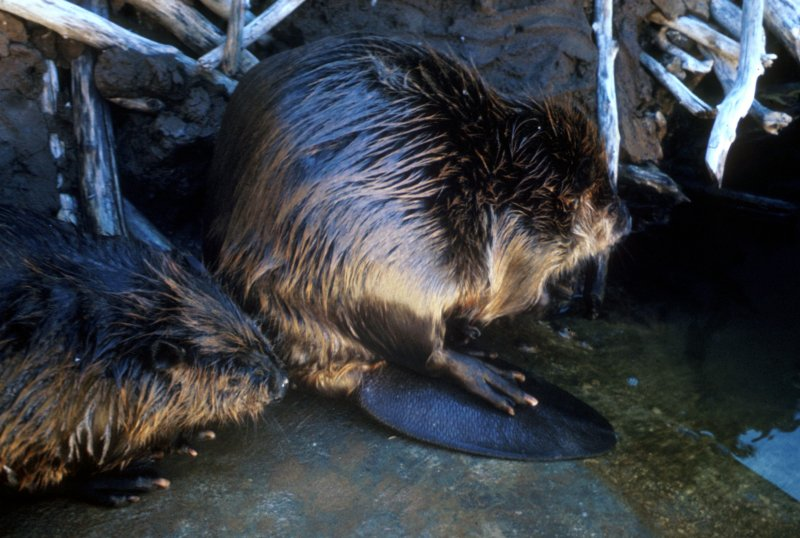
Széles, lapos farka van
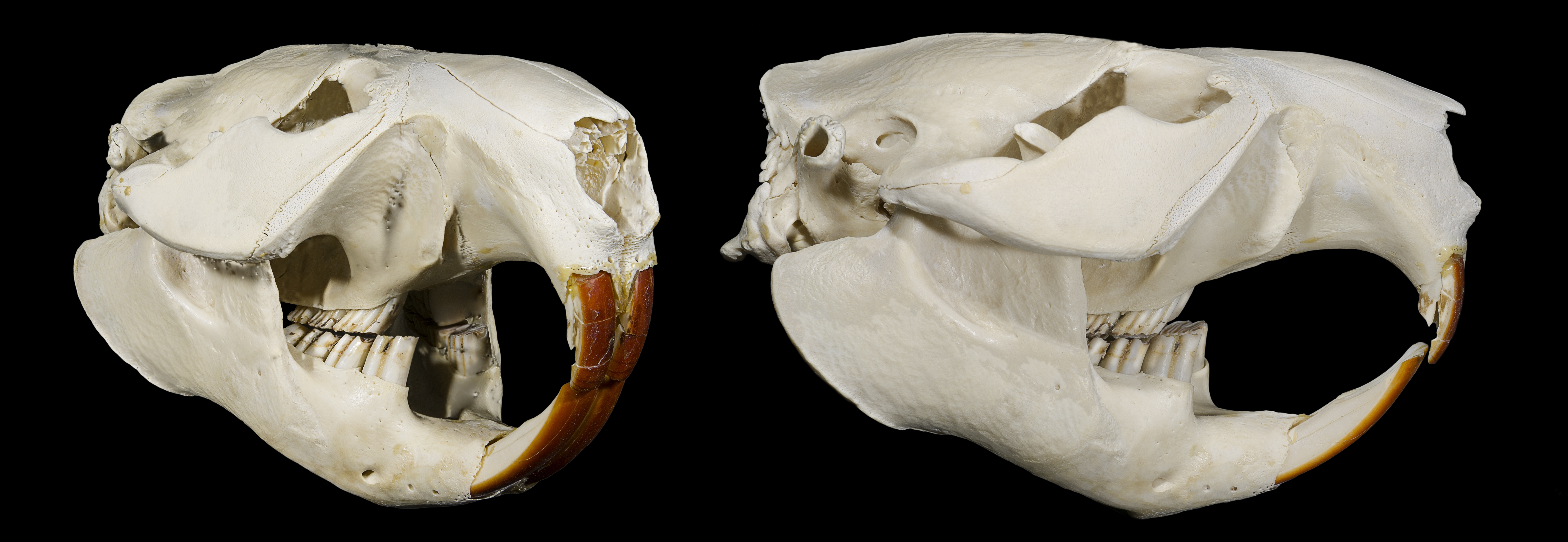
Koponya
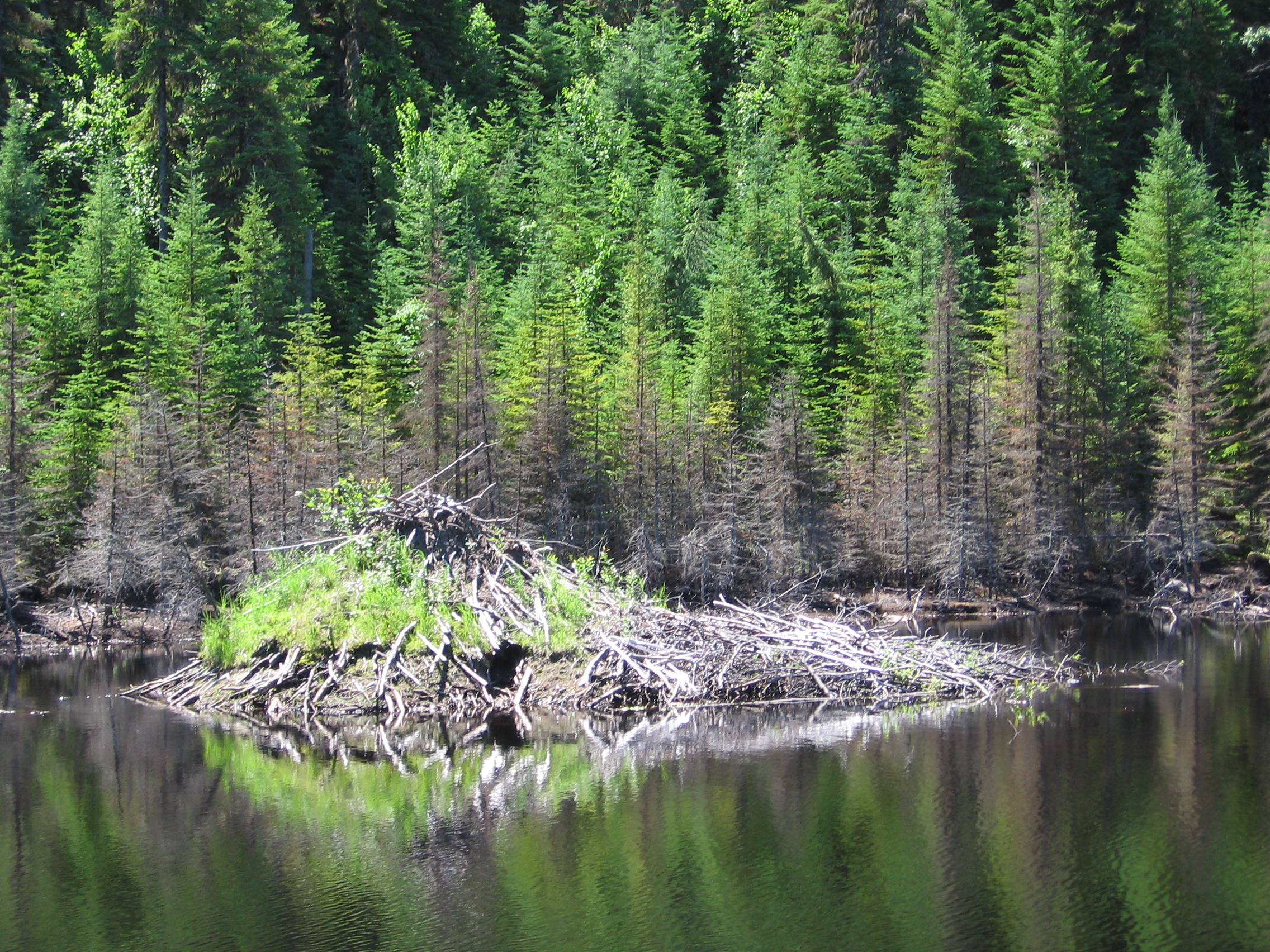
Hódvár
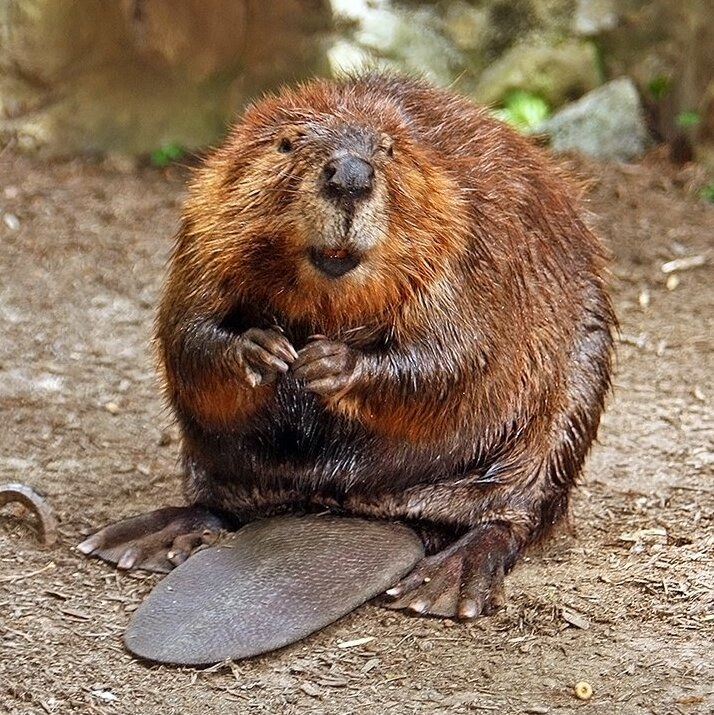